# Erik Lincar
Erik Augustin Lincar (Oradea, 26 gennaio 1979) è un allenatore di calcio ed ex calciatore romeno.

## Carriera

### Club
Debuttò in Divisione A romena nel 1997 con lo Steaua Bucarest, dopo esser stato nelle giovanili del Girondins de Bordeaux. Con lo Steaua vinse il titolo nell'anno del debutto e, nel 1999 e nel 2001, vinse la Coppa nazionale. Nel 2002 passò in Grecia, dove rimase per due stagioni, giocando il primo anno per il Panathīnaïkos e il secondo per l'Akratitos. Nel 2004 passò ai russi dell'Amkar Perm' e, l'anno dopo, Lincar tornò in Romania.

### Nazionale
Con la Nazionale romena ottenne 5 presenze tra il 1999 e il 2000, partecipando anche all'Europeo 2000.

## Palmarès

### Club

#### Competizioni nazionali
- Campionato rumeno: 2

Steaua Bucarest: 1997-1998, 2000-2001
- Supercoppa di Romania: 2

Steaua Bucarest: 1998, 2001
- Coppa di Romania: 1

Steaua Bucarest: 1998-1999